# قشلاق خان غلدي مستانلو (مقاطعة بيله سوار)
قشلاق خان غلدي مستانلو (بالفارسية: قشلاق خانگلدی مستانلو) هي منطقة سكنية تقع في إيران في أردبيل. يقدر عدد سكانها بـ 87 نسمة .